# Lacul Heider Berg
Lacul Heider Berg este un lac care a luat naștere prin acumularea de apă în golul format prin exploatarea cărbunilor bruni din Parcul natural Rheinland din Nordrhein-Westfalen, situat la vest de orașul Köln și în apropiere de localitățile Brühl, Hürth și Erftstadt.

## Amplasare
Lacul este situat în centrul regiunii Ville, unde între secolul XIX și începutul secolului XX  s-au exploatat cărbuni bruni, luând astfel naștere platoul lacurilor Ville, care se întinde pe o suprafață de ca. 50 km² și cuprinde păduri mixte formate din conifere și foiase ca și un număr de peste 40 de lacuri.
Acestea au fost reintegrate în circuitul natural, mulțumită acțiunii de recultivare cu plante și repopulare cu animale a regiunii. La această acțune o contribuție importantă a avut  Adolf Dasbach directorul Exploatării Miniere din Hürth. Lacul Heider Berg se află la sud vest de Câmpia Brühl.

## Geografie
Lacul este de o mărime mijlocie ( ca. 26 ha cu adâncimea maximă de 7,5 m), cu o apă bogată în calcar, înconjurat de o pădure mixtă, alcătuită din plopi, conifere, stejari, fagi, mesteceni, zade, anini etc. în apă fiind răspândite plante acvatice sau cele care preferă regiunile umede ca Myriophyllum heterophyllum, Sparganium minimum, Utricularia vulgaris, Epipactis helleborine.
Fauna lacului este alcătuită din păsări ca Alcedo atthis, Gallinula chloropus, Podiceps cristatus, Bufo viridis, Ceriagrion tenellum, Pandionidae, Anseriformes.

## Galerie de imagini

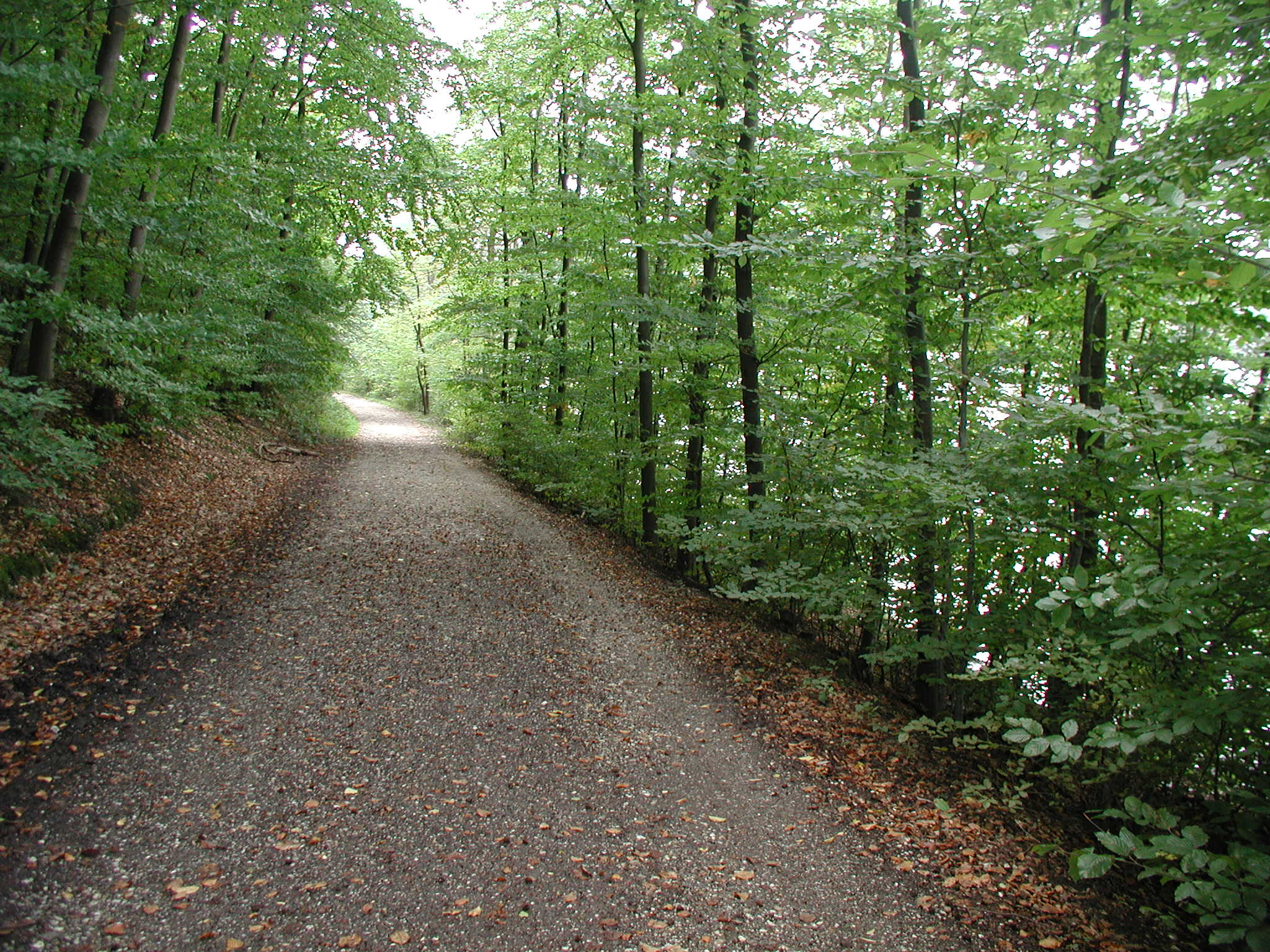
Circuitul lacului ca. 5,5 km
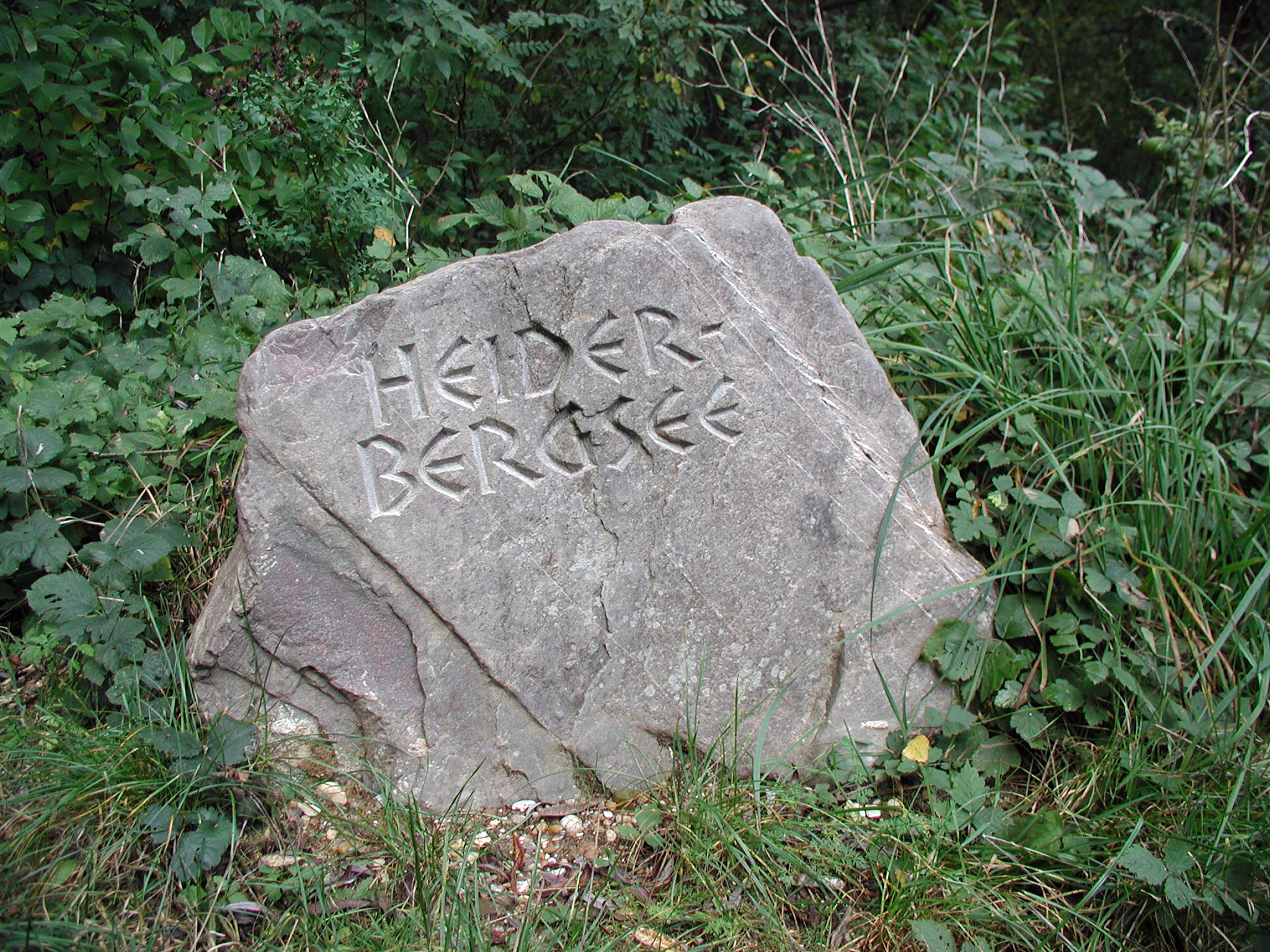
Marcare a Circuitului lacului
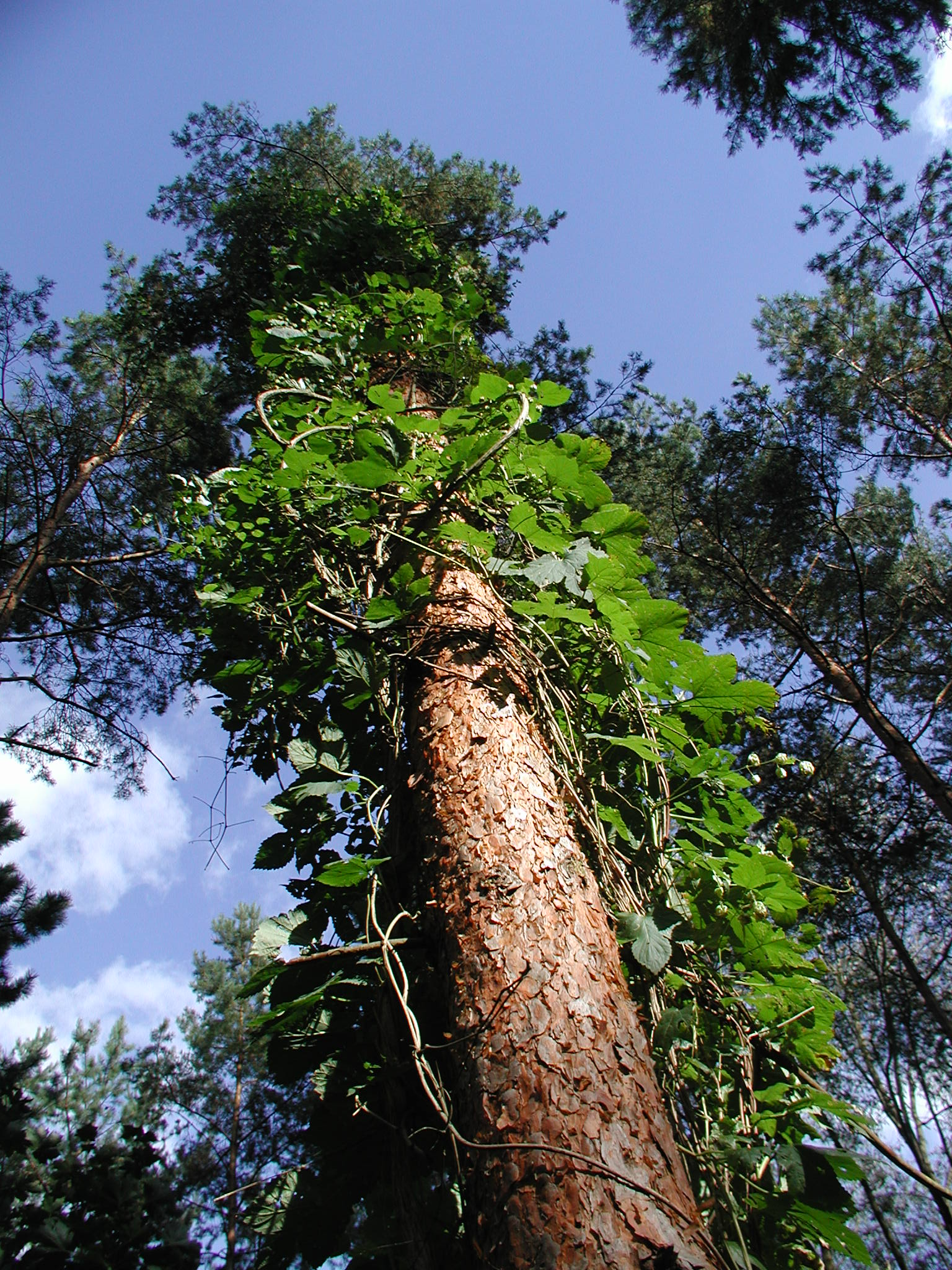
Flora lacului
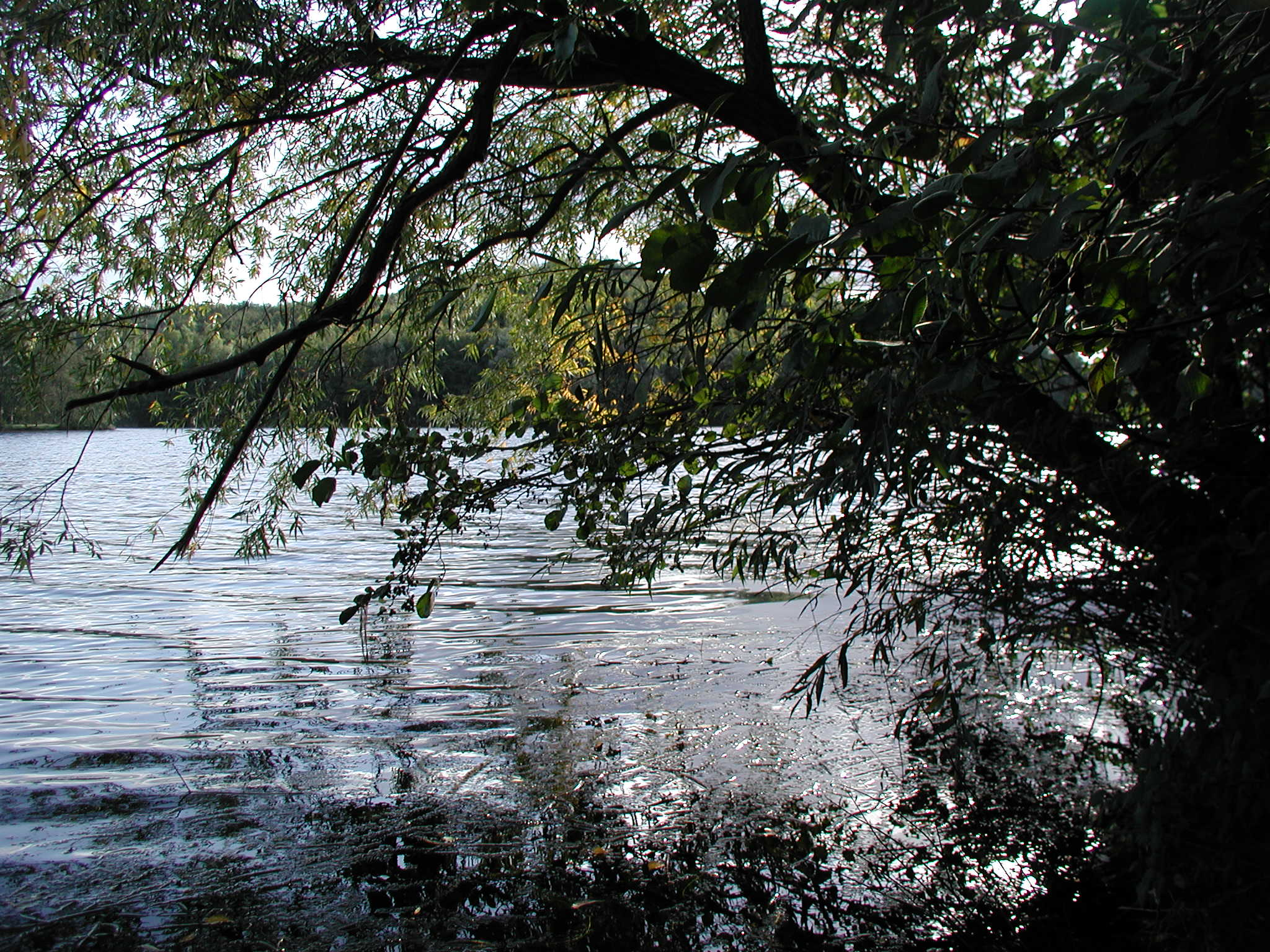
Mangrove